# (1656) Suomi
(1656) Suomi ist ein Asteroid des Hauptgürtels, der am 11. März 1942 von dem finnischen Astronomen Yrjö Väisälä in Turku entdeckt wurde.
Der Name des Asteroiden ist die finnische Bezeichnung Finnlands als Erinnerung an das Heimatland des Entdeckers.